# Data Display Debugger
Data Display Debugger — комп'ютерна програма проекту GNU, яка працює в GNU/Linux та в більшості UNIX-подібних операційних систем і надає графічний інтерфейс для багатьох популярних зневаджувачів таких як GDB, DBX, WDB, Ladebug, JDB, XDB, зневаджувач Perl, Bash bashdb, GNU Make та Python pydb. Крім звичайних можливостей, таких як перегляд текстів програми та навігація по них, брейкпойнти, зворотне виконання, віддалене зневадження, історія, доповнення, інтерактивна допомога та емулятор терміналу зневаджувача,  DDD став відомим завдяки своїм інтерактивним зображенням даних, де структури програми зображаються у вигляді графіків.

## Історія
Розвиток DDD почався ще в 1990 році, коли Андреас Целлер (нім. Andreas Zeller) почав розробку VSL - Visual Structure Language VSL - мови для візуалізації даних і структури програм у вигляді VSL-інтерпретатора та бібліотеки Box. Цей проект був частиною його дипломної роботи. В 1992 році ці розробки було використано в проекті Nora (набір інструментів для розробки програмного забезпечення), для котрого Андреас написав графічний редактор та допоміжні інструменти для взаємодії між процесами та для обміну інформацією про процеси. На основі цих інструментів, Доротея Люткегаус (нім. Dorothea Lütkehaus) в 1994 році створила першу версію DDD в межах своєї дипломної роботи. Спочатку в DDD не було перегляду джерельного коду. Він з'явився пізніше. На початку 1995 року Андреас додав в DDD меню запуску програми, команди зневаджувача, підтримку DBX та конфігураційні файли для різних архітектур. З того часу Андреас продовжував розвиток DDD, враховуючи зауваження та пропозиції тисяч користувачів з усього світу . З жовтня 2008 року Пітер Вейнрайт англ. Peter Wainwright офіційно опікується розвитком і підтримкою проекту DDD. 
| Дата          | Подія                                                                                  |
| ------------- | -------------------------------------------------------------------------------------- |
| квітень 1995  | DDD 0.9: перша бета версія                                                             |
| травень 1995  | DDD 1.0: перша офіційна публічна версія                                                |
| грудень 1995  | DDD 1.4: зневадження на машинному рівні, інтеграція з Emacs.                           |
| жовтень 1996  | DDD 2.0: підтримка XDB, загальна підтримка DBX.                                        |
| травень 1997  | DDD 2.1: детекція аліасів, поради-підказки для кнопок, індикатори стану.               |
| листопад 1997 | DDD 2.2: сесії зневадження, підказка швидких клавіш.                                   |
| червень 1998  | DDD 3.0: підтримка Java та JDB.                                                        |
| грудень 1998  | DDD 3.1: відображення даних, підтримка Perl, підтримка Python, Undo / Redo операції.   |
| січень 2000   | DDD 3.2: нова інструкція користувача, підтримка Readline, підтримка Ladebug.           |
| січень 2001   | DDD 3.3: підтримка JDB 1.2, підтримка VxWorks.                                         |
| листопад 2002 | DDD 3.3.2: підтримка Bash.                                                             |
| березень 2003 | DDD 3.3.3: поліпшення підтримки Bash. Компіляція з використанням сучасних інструментів |
| грудень 2005  | DDD 3.3.12-test: додана підтримка GNU Make.                                            |
| лютий 2006    | DDD 3.3.12-test3: модернізація зневадження програм на Python                           |
| лютий 2009    | DDD 3.3.12: перша офіційна версія що містить поліпшену підтримку Python, Bash та Make  |